# Juan Ángel Krupoviesa

Juan Ángel Krupoviesa est un footballeur professionnel argentin jouant au poste d'arrière gauche, né le 16 avril 1979 à San Miguel de Tucumán, Argentine. Il joue depuis 2011 au Chacarita Juniors.

## Biographie
Krupoviesa, surnommé El Tucumano,  a commencé sa carrière au club de l'Estudiantes où il passe 6 ans. Sur les recommandations de Diego Maradona et de Reinaldo Merlo, son entraîneur à l'Estudiantes, il est transféré pour 1,2 M€ à Boca Juniors, club de la capitale.
Titulaire indiscutable et considéré à l'époque comme le meilleur arriere gauche d'Argentine, il participe à la conquête des 5 titres nationaux de Boca Juniors avant qu'une rupture des ligaments croisés du genou gauche ne vienne mettre à terme à sa saison. Il est écarté des terrains pendant 9 mois, ce qui l'empêche de participer à la conquête de la Copa Libertadores de Boca Juniors. Revenu de blessure, Krupo n'était plus titulaire à Boca Juniors, ce qui le pousse à trouver un autre club.
En janvier 2008, un temps annoncé transféré à l'Olympique de Marseille, il est finalement seulement prêté pour 6 mois au club phocéen. En fin de saison, l'OM décide de ne pas lever l'option d'achat liée au prêt, Krupoviesa n'ayant pas convaincu lors de ses rares apparitions. Le joueur retourne donc dans son club d'origine, Boca Juniors.

## Palmarès
- Champion d'Argentine (Apertura) : 2005 et 2008 avec Boca Juniors.
- Champion d'Argentine (Clausura) : 2006 avec Boca Juniors.
- Recopa Sudamericana : 2005, 2006 avec Boca Juniors.
- Copa Sudamericana : 2005 avec Boca Juniors.

## Carrière
| Saison      | Club                   | Pays      | Championnat        | Coupes Nationales | Coupes Continentales | Sélection Argentine |
| ----------- | ---------------------- | --------- | ------------------ | ----------------- | -------------------- | ------------------- |
| 1999 - 2000 | Estudiantes LP         | Argentine | 8 matchs / 1 but   | -                 | -                    | -                   |
| 2000 - 2001 | Estudiantes LP         | Argentine | 7 matchs           | -                 | -                    | -                   |
| 2001 - 2002 | Estudiantes LP         | Argentine | 1 match            | -                 | -                    | -                   |
| 2002 - 2003 | Estudiantes LP         | Argentine | 25 matchs          | -                 | -                    | -                   |
| 2003 - 2004 | Estudiantes LP         | Argentine | 33 matchs          | -                 | -                    | -                   |
| 2004 - 2005 | Estudiantes LP         | Argentine | 36 matchs / 5 buts | -                 | -                    | -                   |
| 2005 - 2006 | Boca Juniors           | Argentine | 29 matchs / 1 but  | -                 | 2 matchs             | -                   |
| 2006 - 2007 | Boca Juniors           | Argentine | 11 matchs / 2 buts | -                 | 2 matchs             | -                   |
| 2007 - 2008 | Boca Juniors           | Argentine | 4 matchs           | -                 | -                    | -                   |
| 2007 - 2008 | Olympique de Marseille | France    | 6 matchs           | 2 matchs          | -                    | -                   |
| 2008 - 2009 | Boca Juniors           | Argentine | 15 matchs          | -                 | 6 matchs             | -                   |
| 2009 - 2010 | Boca Juniors           | Argentine | 12 matchs / 1 but  | -                 | -                    | -                   |
| 2010 - 2011 | Arsenal de Sarandi     | Argentine | 19 matchs / 1 but  | -                 | -                    | -                   |
| 2011 - 2012 | Chacarita Juniors      | Argentine | 5 matchs           | -                 | -                    | -                   |

Dernière mise à jour le 21 octobre 2012